# Tephrosia obovata
Tephrosia obovata är en ärtväxtart som beskrevs av Elmer Drew Merrill. Tephrosia obovata ingår i släktet Tephrosia och familjen ärtväxter. Inga underarter finns listade i Catalogue of Life.